# 萨力巴乡
萨力巴乡，是中华人民共和国内蒙古自治区赤峰市敖汉旗下辖的一个乡镇级行政单位。

## 行政区划
萨力巴乡下辖以下地区：
萨力巴村、张家营子村、老牛槽沟村、白土营子村、七道湾子村、安家胡同村、乌兰召村和城子山村。